# 송전중학교
송전중학교(松田中學校)는 대한민국 경기도 용인시 처인구 이동읍 송전리에 있는 공립 중학교이다.

## 학교 연혁
- 1949년 6월 4일 : 이동 고등 공민학교 설치
- 1954년 7월 7일 : 송전중학교 설치(3학급)
- 1954년 8월 23일 : 송전중학교 개교
- 1955년 3월 2일 : 초대 유완희 교장 취임
- 2001년 3월 1일 : 중학교 1학급 감축인가(3학급)
- 2005년 2월 18일 : 제49회 19명 졸업(연 5,441명)
- 2009년 4월 27일 : 야구부 창단
- 2023년 3월 1일 : 제21대 정석진 교장 부임
- 2024년 1월 9일 : 제68회 39명 졸업
- 2024년 3월 4일 : 1학년 56명 입학

## 참고 자료
- 송전중학교 - 한국교육학술정보원 학교알리미